# Ron Harper
Ronald Harper (ur. 20 stycznia 1964 w Dayton) – amerykański koszykarz, występujący na pozycji rzucającego obrońcy, pięciokrotny mistrz NBA – trzy razy z drużyną Chicago Bulls (1996–1998) i dwa z Los Angeles Lakers (2000, 2001). 
Ukończył studia na Uniwersytecie Miami, a następnie został wybrany z numerem 8. w drafcie NBA przez drużynę Cleveland Cavaliers w 1986. W debiutanckim sezonie 1986/1987 zajął drugie miejsce w głosowaniu na debiutanta roku NBA.
Po trzech sezonach w Cleveland przeszedł do Los Angeles Clippers, skąd w 1994 trafił do Bulls. Po wielkich sukcesach w Chicago w 1999 wzmocnił odbudowywaną drużynę Lakers, gdzie w 2001 skończył karierę.
W latach 2005–2007 był asystentem trenera Flipa Saundersa w Detroit Pistons.

## Osiągnięcia

### NCAA
- Uczestnik turnieju NCAA (1984–1986)
- Mistrz:
  - turnieju konferencji Mid-American (1984)
  - sezonu regularnego konferencji Mid-American (1984, 1986)
- 2-krotny zawodnik roku konferencji MAC (1985, 1986)[3]
- MVP turnieju Mid-American (1985)
- Wybrany do II składu All-American (1986)[4]

### NBA
- 5-krotny mistrz NBA (1996-1998, 2000, 2001)[5]
- Zwycięzca turnieju McDonalda (1997)
- Wybrany do I składu debiutantów NBA (1987)[6]
- 2-krotny uczestnik konkursu wsadów podczas weekendu gwiazd NBA (1987, 1989)[7]
- 3-krotny zawodnik tygodnia NBA (5.02.1989, 14.01.1990, 30.01.1994)[8]
- 2-krotny debiutant miesiąca NBA (grudzień 1986, styczeń 1987)[9]
- Lider play-off w średniej przechwytów (1993)[10]

### Reprezentacja
- Wicemistrz uniwersjady (1985)[11]